# 飯島夏樹
飯島 夏樹（いいじま なつき、1966年8月19日 - 2005年2月28日）は、日本のプロウィンドサーファー。日本人として唯一、8年連続でワールドカップに出場した。サニーサイドアップに所属していた。 愛称はなっちゃん。
妻は、DJ･エッセイストの飯島寛子。

## 人物・経歴

### 生い立ち
東京都八王子市出身。幼少の頃から一流のスポーツ選手になることが夢であり、中学時代は競泳で市内最速であった。都立八王子東高校では水泳部に所属しインターハイを目指したが、腰の故障で競技継続を断念した。高校時代には体育祭の応援団長も務めていた。その後ウィンドサーフィンの道を志し、琉球大学教育学部保健体育科に進学した。

### 活動
アマチュアとして米国ゴージの世界大会に出場し、プロに転向した。その後大学を中退してハワイに移住し、ワールドカップのほか日本国内外の大会で数々の戦歴を残し、日本のトップウィンドサーファーとなった。
現役時代の主な世界戦績は、サムタイムワールドカップ種目スラローム12位（1989年）、ワールドカップ韓国種目コースレース準優勝（1990年）、ワールドカップ年間ランキング29位（1993年）、ワールドカップ、クアンタンチャレンジ6位（1994年）、ワールドカップ最終戦アロハクラシック種目コースレース6位入賞（1994年）、ワールドカップ年間ランキング32位（1994年。トップシードの32位以内入りは日本人としては初）など。
1990年1月、マウイ島で挙式。1994年、グアムに移住。ココス島にてマリンスポーツセンターを起業し、日本人観光客を対象としたマリンスポーツ業を行うかたわら、現地で中田英寿らスポーツ選手のコーディネイトも行った。さらに、ウィンドサーフィン専門誌「Hi-Wind」などにエッセイを連載、ダイナミックな人柄を素直に記した文章を持ち味としていた。

### 闘病
2002年6月に肝細胞癌と診断され、翌年3月に肝移植を受けようと日本に移住した。しかし日本では「移植には適さない」とのセカンド・オピニオンを受け、その後はうつ病とパニック障害を併発した。家族や友人らの支えもあって、うつ病とパニック障害はほぼ克服したものの、肝臓癌は二度の手術や様々な治療にもかかわらず悪化した。2004年5月には、肝細胞癌とは異なる肝臓癌である「肝類上皮血管内皮腫」と診断されたが、もはや致死的であることを宣告された。
癌を発病して以来、「自分が生かされている」ということを徐々に体感し、偶然出逢った執筆活動に生き甲斐を見いだした。2004年7月には、医師とガン患者を主人公とした処女小説、『天国で君に逢えたら』を刊行、癌や死という重いテーマを扱いながらも爽快な読後感を与えるとしてベストセラーとなった。
同年8月、慣れ親しんだハワイに妻と子供4人で移住。「最期のときまで物書きを続けたい」と、ネット連載『今日も生かされてます』で精力的に執筆活動を続けていたが、2005年、現地時間2月28日23時50分（日本時間3月1日18時50分）、オアフ島にて妻が見守るなか死去した。

### 死後
飯島の死後、ネット連載を単行本化した『ガンに生かされて』（2005年3月刊）、および小説の続編『神様がくれた涙』（2005年7月）もベストセラーとなった。
これまでの闘病の日々はフジテレビジョンのテレビ番組で放映された。
- 2004年12月12日放映：ザ・ノンフィクション「天国で逢おう」
- 2005年2月11日放映：金曜エンタテイメント「天国で逢おう〜末期がんウインドサーファーの家族、その愛」

2007年8月25日より、飯島の生涯を綴った映画『Life 天国で君に逢えたら』が日本において公開された。キャッチフレーズは「夏樹さん、見てますか。あなたの人生が映画になりました」となっている。なお、映画化の予定は生前からあり、本人も「本当に映画になればハワイから日本に飛んでいく」と楽しみにしていたという。また映画の主題歌は、飯島がよく聴いていた桑田佳祐の「風の詩を聴かせて」である。8月29日にはワイキキのサンセット・オン・ザビーチでもプレミア試写会が行われた。

## 著書
- 『天国で君に逢えたら』（新潮社,2004年）ISBN 4-10-469401-0
- 『ガンに生かされて』（新潮社,2005年）ISBN 4-10-469402-9
- 『神様がくれた涙』（新潮社,2005年）ISBN 4-10-469403-7